# برنیگربرگ

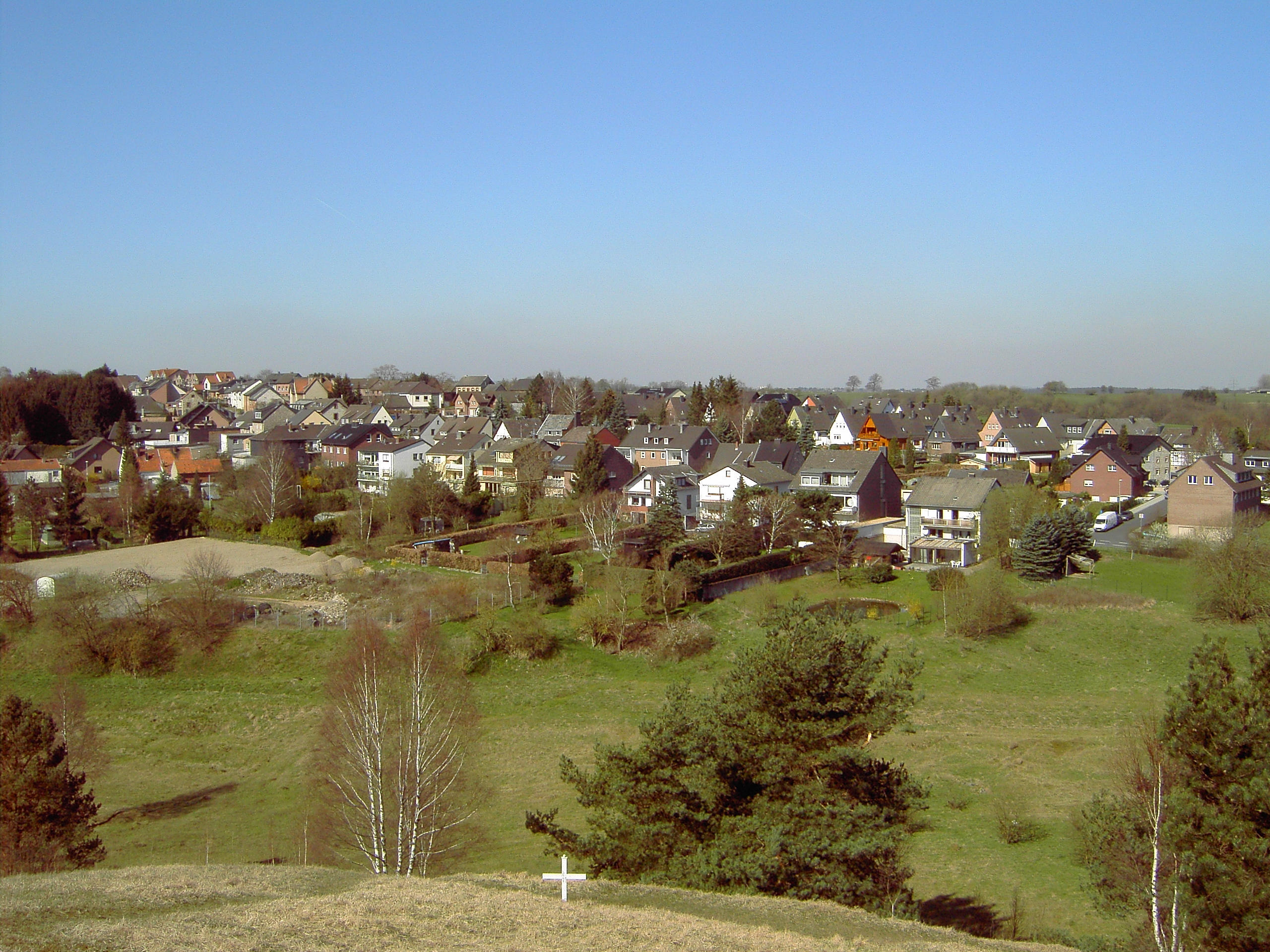
برنیگربرگ

برنیگربرگ یکی از ۱۷ بخش و روستای متعلق به شهر استولبرگ که یکی از بزرگترین شهرهای ناحیه آخن آلمان است. طبق آمار سال ۲۰۰۵ در این روستا ۹۷۱ نفر ساکنند.